# شهرستان توپولوفگراد
شهرستان توپولوفگراد (به بلغاری: Topolovgrad Municipality) یک شهرستان در بلغارستان است که در استان خاسکوو واقع شده‌است. شهرستان توپولوفگراد ۷۱۰٫۹ کیلومتر مربع مساحت و ۱۱٬۶۸۱ نفر جمعیت دارد.